# Than To
Than To (em tailandês: ธารโต) é um distrito da província de Yala, no sul da Tailândia.

## História
O distrito de Than To foi separado do distrito de Bannang Sata em 9 de junho de 1975 e passou ao status de distrito oficialmente em 13 de julho de 1981.